# Tiroksin 5-dejodinaza
Tiroksin 5-dejodinaza (EC 1.97.1.11, dijodotironinska 5'-dejodinaza, jodotironinska 5-dejodinaza, monodejodinaza jodotironinskog unutrašnjeg prstena, tip III jodotironinska dejodinaza) je enzim sa sistematskim imenom akceptor:3,3',5'-trijodo-L-tironin oksidoreduktaza (jodinacija). Ovaj enzim katalizuje sledeću hemijsku reakciju:
3,3',5'-trijodo--tironin + jodid + A + H+ {\displaystyle \rightleftharpoons } L-tiroksin + AH2
Reakcija teče u smeru 5-dejodinacije. Uklanjanje 5-joda, i.e. sa unutrašnjeg prstena, u znatnoj meri inaktivira hormon tiroksin.

## Literatura
- Nicholas C. Price; Lewis Stevens (1999). Fundamentals of Enzymology: The Cell and Molecular Biology of Catalytic Proteins (Third изд.). USA: Oxford University Press. ISBN 019850229X.
- Eric J. Toone (2006). Advances in Enzymology and Related Areas of Molecular Biology, Protein Evolution (Volume 75 изд.). Wiley-Interscience. ISBN 0471205036.
- Branden C; Tooze J. Introduction to Protein Structure. New York, NY: Garland Publishing. ISBN 0-8153-2305-0.
- Irwin H. Segel. Enzyme Kinetics: Behavior and Analysis of Rapid Equilibrium and Steady-State Enzyme Systems (Book 44 изд.). Wiley Classics Library. ISBN 0471303097.

## Spoljašnje veze
- Thyroxine+5-deiodinase на 